# Flenörtsväxter
Flenörtsväxter (Scrophulariaceae) är en växtfamilj. Blommorna är placerade i ax eller klase. Kronan är sambladig. Tidigare omfattade familjen omkring 220–300 släkten och 4 000–4 500 arter, men många av dessa har nyligen flyttats till andra familjer. I familjen ingår numera bland annat arterna kungsljus och syrenbuddleja.
Tidigare hette familjen lejongapsväxter på svenska, men eftersom arten lejongap (Antirrhinum majus) inte längre tillhör familjen är det motiverat med ett nytt namn.

## Släkten som flyttats
Ett stort antal släkten har under APG IIs systematik överförts till andra familjer:
- Amphianthus → Plantaginaceae
- Angelonia → Plantaginaceae
- Antirrhinum (lejongapssläktet) → Plantaginaceae
- Bacopa → Plantaginaceae
- Bartsia → Orobanchaceae
- Bellardia → Orobanchaceae
- Besseya → Plantaginaceae
- Calceolaria (toffelblomssläktet) → Calceolariaceae
- Castilleja → Orobanchaceae
- Chaenorrhinum (småsporresläktet) → Plantaginaceae
- Chelone → Plantaginaceae
- Chionophila → Plantaginaceae
- Collinsia → Plantaginaceae
- Cordylanthus → Orobanchaceae
- Cymbalaria (murrevesläktet) → Plantaginaceae
- Digitalis (digitalissläktet) → Plantaginaceae
- Dopatrium → Plantaginaceae
- Epixiphium → Plantaginaceae
- Euphrasia (ögontröstsläktet) → Orobanchaceae
- Galvezia → Plantaginaceae
- Gambelia → Plantaginaceae
- Glossostigma → Phrymaceae
- Gratiola → Plantaginaceae
- Hebe → Plantaginaceae
- Hemianthus → Linderniaceae
- Holmgrenanthe → Plantaginaceae
- Howelliella → Plantaginaceae
- Keckiella → Plantaginaceae
- Kickxia  (spjutsporresläktet) → Plantaginaceae
- Lagotis → Plantaginaceae
- Leucophyllum → Plantaginaceae
- Limnophila → Plantaginaceae
- Limosella (ävjebroddssläktet) → Plantaginaceae
- Linaria (sporresläktet) → Plantaginaceae
- Lindernia → Plantaginaceae
- Lophospermum → Plantaginaceae
- Mabrya → Plantaginaceae
- Maurandella → Plantaginaceae
- Maurandya → Plantaginaceae
- Mazus → Phrymaceae
- Mecardonia → Plantaginaceae
- Melampyrum (kovallsläktet) → Orobanchaceae
- Micranthemum → Plantaginaceae
- Mimulus (gyckelblomssläktet) → Phrymaceae
- Misopates (kalvnossläktet) → Plantaginaceae
- Mohavea → Plantaginaceae
- Nemesia (nemesiasläktet) → Plantaginaceae
- Neogaerrhinum → Plantaginaceae
- Nothochelone → Plantaginaceae
- Nuttallanthus → Plantaginaceae
- Odontites (rödtoppssläktet) → Orobanchaceae
- Orobanche (snyltrotssläktet) → Orobanchaceae
- Orthocarpus → Orobanchaceae
- Parentucellia (gulhösläktet) → Orobanchaceae
- Pedicularis (spiresläktet) → Orobanchaceae
- Paulownia → Paulowniaceae
- Penstemon (penstemoner) → Plantaginaceae
- Pseudorontium → Plantaginaceae
- Rehmannia → Plantaginaceae
- Rhinanthus (skallrasläktet) → Orobanchaceae
- Russelia → Plantaginaceae
- Sairocarpus → Plantaginaceae
- Schistophragma → Plantaginaceae
- Scoparia → Plantaginaceae
- Stemodia → Plantaginaceae
- Synthyris → Plantaginaceae
- Tonella → Plantaginaceae
- Torenia → Linderniaceae
- Triphysaria → Orobanchaceae
- Veronica (veronikasläktet) → Plantaginaceae
- Veronicastrum → Plantaginaceae